# 공동번역성서

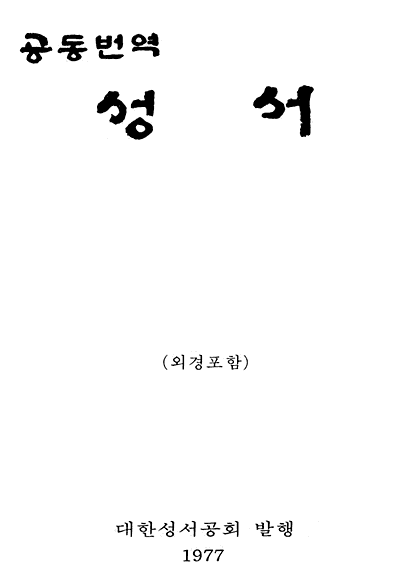
공동번역성서 속표지

공동번역성서(共同翻譯聖書)는 대한민국의 에큐메니컬 운동 일환으로 구성하였던 성서공동번역위원회가 1977년 부활절에 편찬한 한국어 성경이다. 개신교와 천주교와 다른 기독교 종파들이 공동으로 사용하고 교회일치를 이루려는 목적으로 쓰였으나 현재 개신교와 천주교는  거의 사용하지 않으며, 대한성공회와 한국 정교회만이 공식적으로 채택하였다.

## 편찬 경위

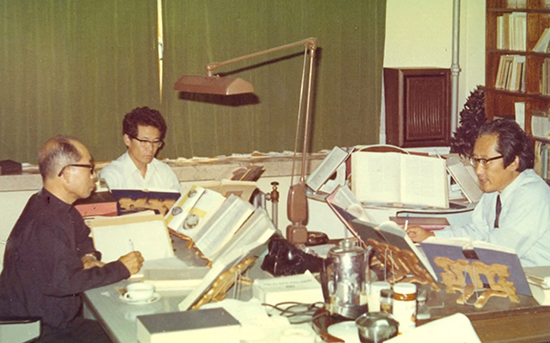
공동번역성서를 집필중인 선종완 신부와 문익환 목사

1947년 교회일치운동을 위한 세계교회협의회가 개신교 교단들을 중심으로 발족하였고 정교회도 참여하였다. 다양한 주제를 나누며 교회일치를 위한 성경번역도 논의하였고 그에 대한 의견을 모았었다. 
1965년 제2차 바티칸 공의회 이후에야 천주교측은 라틴어 성경만이 아니라 모든 신자가 성서에 쉽게 접근해야 한다는 데에 뜻을 모았다. 이후 자국어 성경을 이미 번역하여 출간하던 개신교의 세계성서공회 및 국가별 성서공회와 자국어 번역을 처음 하는 천주교는 세계교회협의회가 교회일치를 위한 성경번역을 논의하던 시기에 신구교 성서공동번역에 관한 합의를 이루었다. 이후 대한민국에서도 개신교 한국어 성경을 출간하던 대한성서공회와 천주교 번역 위원회가 합의를 하였다. 공동 번역을 위해 김재준, 이태준 목사, 박양운, 김남준 신부를 위시로 1968년 1월에 구약공동번역위원회가 발족한다.
참여자들은 연세대학교 연합신학 대학원 초대 원장인 김정준 목사, 대한성서공회의 정용섭 목사, 한신대학교 교수인 문익환 목사, 장로회신학대학교의 최의원 배제민 목사가 개신교측 번역위원으로, 가톨릭대학교 교수인 선종완 신부 등 6명이 천주교측 번역위원으로 참여하였다. 구약성경은 사해 문서 내용을 반영한 루돌프 키텔의 《비블리아 헤브라이카》 3판(1937)을 원전으로 삼아 번역에 착수하였다.
1969년 1월에 신약공동번역위원회를 구성했다. 이후 1971년에는 505쪽 분량의 신약성서가, 1977년에는 외경을 포함한 구약성서 1,997쪽을 발행했다.

## 개요

### 원문 판본

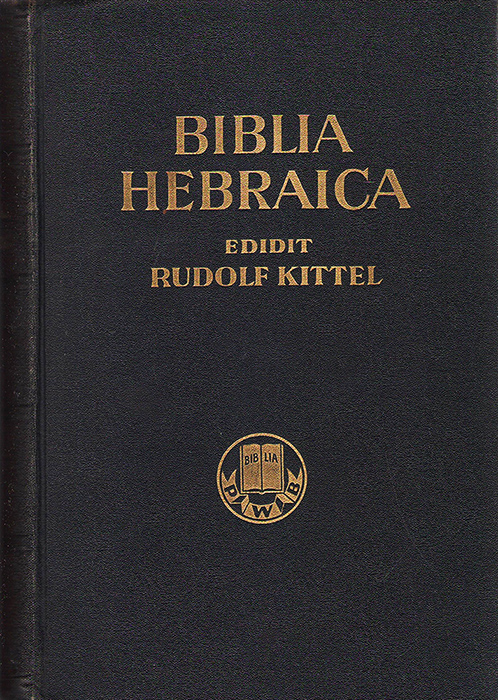
공동번역 구약성서의 원본이 된 《비블리아 헤브라이카》

구약성서의 원본의 판본은 루돌프 키텔이 편찬한 《비블리아 헤브라이카》 3판(1937)을, 신약성서의 원본의 판본은 세계성서공회연합회가 출판한 《그리스어 신약성서》 1판(1961)을 참고하였다. 천주교에서는 선종완 신부가, 개신교에서는 한국기독교장로회의 문익환 목사와 곽노순 목사가 번역 원고를 마무리하고, 기독교대한감리회의 이현주 목사가 문장과 맞춤법을 교정하였다.

### 공동번역 개정판
1971년에 신약성서의 원문을 번역하였고, 이어서 1977년에 구약성서의 원문을 번역했다. 1989년 이후에 개정한 한글 맞춤법, 표준어 개정안에 반영할 필요요가 있었다. 또 '한국 천주교 주교회의 한국천주교중앙협의회'에서도 불가타역을 기준으로 공동번역 제2경전의 편집을 조정해 달라는 요청을 했다. 그리하여 1995년 1월 21일 '공동번역 성서 개정위원회'를 조직하고 개정을 시작하였다. 공동번역 개정판의 '원문 판본'이나 '번역 원칙'은 《공동번역성서》 초판과 같다.
공동번역 개정판을 펴낼 때에는 명백히 틀린 것만 고친다는 소폭개정의 원칙을 두었는데, 각 세부항목은 다음과 같다.
- 고쳐서 좀더 부드러워지더라도, 틀리지 않다면 그대로 두었다.
- 명백한 개선이 아니라 논란의 여지가 있는 것은 공동번역을 존중하여 그대로 두었다.
- 맞춤법 교정도 소폭 개정의 원칙에 따라, 최소한의 폭으로, 명백히 틀린 것만 고쳤다.
- 띄어쓰기는 가독성을 고려하여 붙여 쓸 수 있는 것은 붙여서 교정하였다.

이외에도 현재의 공동번역 성서와 통용하도록 노바 불가타 순서를 기준으로 재편집해 개정을 새로 시도하였다. 천주교용 성경에서는 노바 불가타 순서를 참고하여 재편집하였다. 여러 가지 제2경전을 뒤에 따로 모으지 않고 합쳐서 현 공동번역 성서 초판의 목차 순서대로 편집하였다. 이 때 개정 내역은 우측 각주를 참고하라.

### 교파별 분류
개신교용과 천주교용이 따로 출판되고 있는데, 천주교용의 경우 개신교측에서 구약 외경으로 여기는 제2경전이 천주교회의 노바 불가타에 따라 따로 떨어져 있지 않고 구약성서에 포함되어 있다. 신약성서 부분만 따로 출판되기도 한다. 초기에는 개신교용은 외경이 있는 판본과 외경이 없는 판본으로 출판되었고, 개정판에서는 천주교용과 개신교용으로만 출간했다.

## 공동번역성서 사용 교회

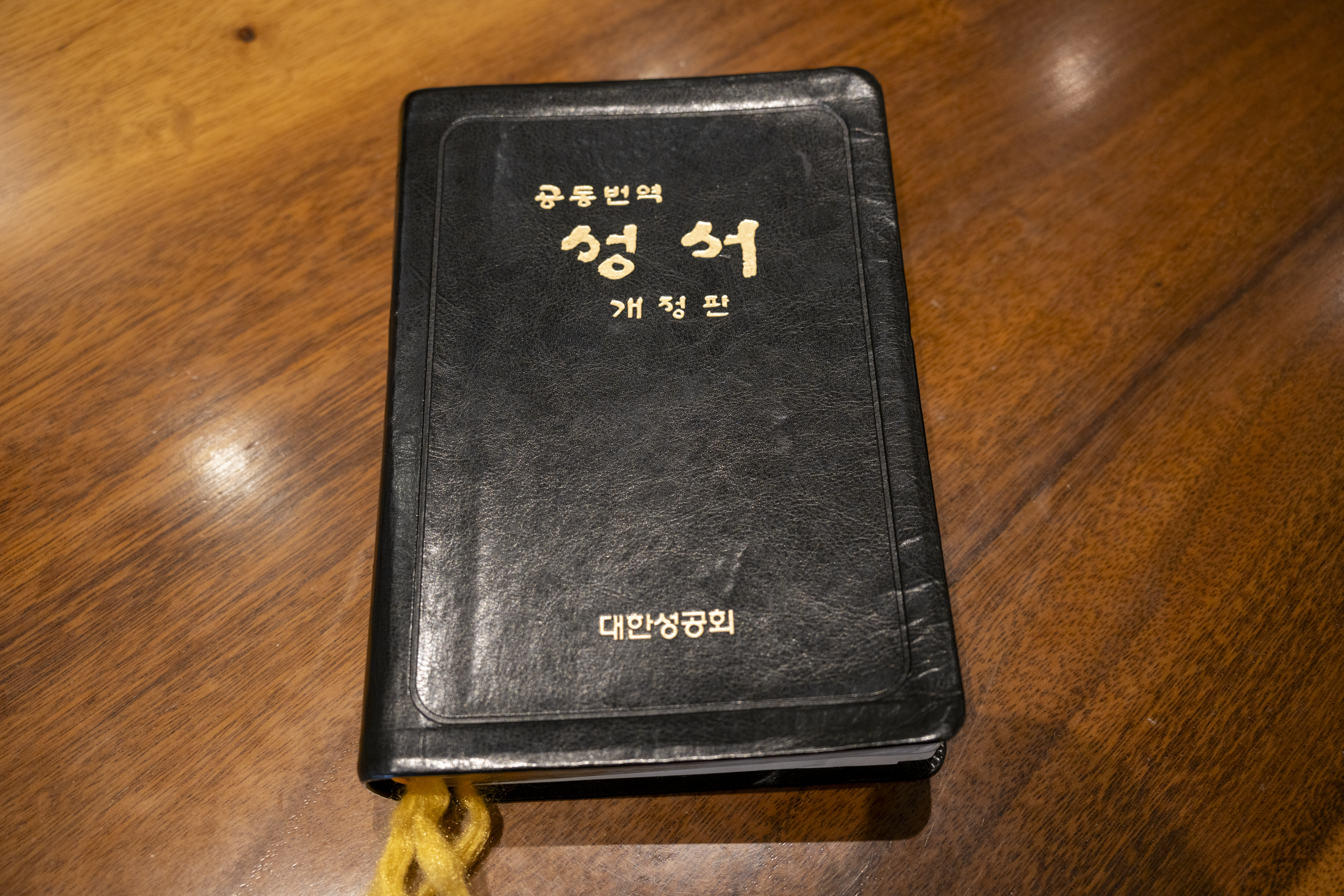
대한성공회에서 사용하는 판본의 한국어 공동번역성서 개정판

공동번역성서는 대한성서공회를 통하여 출판하였으며, 1977년 공동번역성서 번역 이래 한국의 천주교회와 한국 정교회가 채택했다. 개신교 교단 중에서는 대한성공회가 채택하였고, 대부분의 교단은 교육용으로 활용하였고, 소수 교회에서만 채택하였다. 2020년 기준, 한국 정교회와 대한성공회 등은 공동번역성서를 예식과 예배에 사용한다. 일부 진보적 교회에서 예배시 사용하나 대부분의 교단은 개역개정 성경전서를 예배시 사용한다.
개신교측은 출판 초기에 학생들을 위한 교육용 성경으로 활용하였지만 교육용으로만 한정해 사용하고 예배에는 사용하지 않았다. 그나마도 1993년 표준새번역 성경전서를 출간한 이후 이를 교육용으로 사용하며, 일부 교단은 예식과 예배에도 활용한다. 현재 개신교에서는 공동번역성서를 교육용으로도 사용하지 않는다.
현재 개신교 교단은 공식적으로 새번역 성경전서나 개역개정 성경전서를 채택하여 사용한다. 교단이 채택했다는 의미가 강제적인 사항이 아니므로 개신교 중 에큐메니컬 운동에 참여하는 일부 개교회들은 공동번역성서를 예배용 성경으로 사용하기도 한다
천주교회는 공식적인 첫 한글번역본으로 채택하여 사용했지만, 1984년 선교 200주년을 기념해 착수한 성서 번역 결과로 1991년 《한국 천주교회 200주년 기념 신약성서 (보급판)》(분도출판사)를 출판하였고, 교회력 2006년(2005년 대림절)부터 자체 번역한 성경전서인 《성경》(한국 천주교 주교회의)을 전면 채택함에 따라, 현재는 예식에 사용하지 않는다.
현재 대한민국에서 대한성공회와 한국 정교회가 공동번역을 예식용 성서로 채택해 공식적으로 사용한다. 1982년 대한성공회에서 사용을 인가한 성공회 공동기도문(1965년판 성공회 공동기도문의 부분개정판)에는 공동번역성서를 감사성찬례에 쓰도록 규정하였고, 2004년 개정한 성공회 기도서와 성서정과에서도 공동번역성서를 사용한다.

## 평가
감리교 목사이자 아동문학가인 이현주 목사와 구약신학자이자 시인인 문익환 목사가 참여했으므로 시를 읽는 듯한 뛰어난 문체와 정승, 거뭇, 잠뱅이 등 한국어 어휘들을 사용하여 한국어의 아름다움을 담았다는 긍정적 평가가 있다.
뿐만 아니라 공동번역성서는 개신교회와 천주교회의 협력에 의미 있다. 대한민국 기독교 내부에서 개신교는 천주교를 이단이며 타락의 원흉으로, 천주교는 개신교를 열교로 치부하던 분위기를 개선하는 중요한 사건이었다. 개신교회와 천주교가 '주님의 말씀'으로 여겨진 성서를 함께 번역했다는 상징적인 의미에서 호평을 받았다.
반면, 읽기는 편하나 문장이 쉬운 탓에 말씀의 권위를 가볍게 느껴서 말씀이 강하게 와닿지 않는다는 비평도 존재한다. 공동번역성서를 접하고나서 성경을 읽는 맛이 덜 하다는 의견에 익숙함과 낯설음의 차이 정도로 받아들이고, 성서의 권위는 읽기 어려움에서 오지 않고 성경이 인간을 어떻게 읽어내서 감동하게 하는가에 있다고 전했다.
이런 문제는 천주교가 공동번역성서에서 천주교 성경으로 변경하던 시기에도 나타났다. 새로운 성경을 읽는 느낌이 공동번역성서만 못하다는 의견에 천주교의 성경번역자들은 익숙함과 낯설음 차이라고 전하였다.

## 같이 보기
- 성경 번역
- 성경학
- 대한성공회
- 한국정교회
- 대한성서공회
- 에큐메니컬 운동
- 한국기독교교회협의회
- 문익환
- 선종완
- 이현주